# 2MASS J15551573-0956055
2MASS J15551573-0956055 ist ein Ultrakühler Zwerg im Sternbild Waage. Er wurde 2002 von John E. Gizis et al. entdeckt.
Er gehört der Spektralklasse L1.6 V an. Seine Eigenbewegung wird in der Literatur unterschiedlich angegeben mit Werten zwischen 1,22 und 2,55 Bogensekunden pro Jahr.